# جوان هانسن
جوان هانسن (بالإنجليزية: Joan Hansen)‏ هي منافسة ألعاب القوى أمريكية، ولدت في 18 يوليو 1958.

## وصلات خارجية
- جوان هانسن على موقع الاتحاد الدولي لألعاب القوى (الإنجليزية)
- جوان هانسن على موقع أوليمبيديا (الإنجليزية)